# 로버트 갓프리
W. 로버트 갓프리(W. Robert Godfrey)는 미국 개혁교회 목사이며 캘리포니아  웨스트민스터 신학교에서 총장으로 사역하였다. 2017년 명예총장이 되었고 교회사 명예교수가 되었다. R. C. 스프롤 서거후에 현재 리고니온 사역(Ligonier Ministries)의 회장이다. 고든 콘웰 신학교에서 공부하고 스탠포드 대학교에서 박사학위를 받았다. 한국에도 여러차례 방문하여 특강을 하였다.

## 출판물
- An Unexpected Journey
- Reformation Sketches
- Pleasing God in Our Worship
- God’s Pattern for Creation
- John Calvin: Pilgrim and Pastor

- John Calvin, His Influence in the Western World
- Through Christ’s Word
- Theonomy: A Reformed Critique
- The Agony of Deceit
- Roman Catholicism
- Sola Scriptura!
- The Practice of Confessional Subscription
- The Coming Evangelical Crisis